# イレーナ・グラフェナウアー

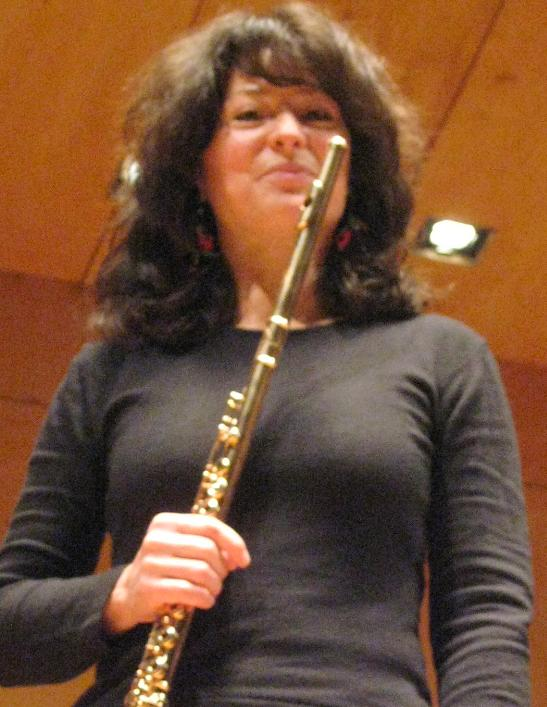
イレーナ・グラフェナウアー

イレーナ・グラフェナウアー（Irena Grafenauer、1957年6月19日 - ）は、スロベニアのリュブリャナ出身のフルート奏者。カールハインツ・ツェラーとオーレル・ニコレに師事した。1974年ミュンヘン国際音楽コンクール3位、1978年ジュネーブ国際音楽コンクール1位1979年にはミュンヘン国際コンクールで1位なしの2位となっている。オーケストラの楽団員やソリストとして活躍中である。
| スタブアイコン | サブスタブ | この項目は、まだ閲覧者の調べものの参照としては役立たない、クラシック音楽に関連した書きかけの項目です。この項目を加筆・訂正などしてくださる協力者を求めています（P:クラシック音楽/PJ:クラシック音楽）。 |

| スタブアイコン | サブスタブ | この項目は、まだ閲覧者の調べものの参照としては役立たない、音楽関係者（バンド等）に関連した書きかけの項目です。この項目を加筆・訂正などしてくださる協力者を求めています（P:音楽/PJ:芸能人）。 |